# 红茄苳
红茄苳（学名：Rhizophora mucronata），为红树科红树属下的一个种。

## 外部連結
- 長春堿 Catharanthine （页面存档备份，存于） 中草藥化學圖像數據庫 (香港浸會大學中醫藥學院) （中文）（英文）

## 扩展阅读
- 維基物種上的相關：红茄苳